# Noh Jung-yoon
Noh Jung-Yoon (Incheon, 28 maart 1971) is een voormalig Zuid-Koreaans voetballer.

## Loopbaan
Noh Jung-Yoon debuteerde in 1990 in het Zuid-Koreaans nationaal elftal en speelde 45 interlands, waarin hij 5 keer scoorde. Noh Jung-Yoon speelde tussen 1993 en 2006 voor Sanfrecce Hiroshima, NAC Breda, Cerezo Osaka, Avispa Fukuoka, Busan I'cons en Ulsan Hyundai FC.